# قلمرو هاوایی
قلمروی هاوایی (به انگلیسی: Territory of Hawaii) یک منطقهٔ مسکونی در ایالات متحده آمریکا است که در هاوایی واقع شده‌است.